# Grotta Cuoco
La grotta Cuoco è sita nel territorio del Monte Fellone tra i comuni di Villa Castelli, Martina Franca e Ceglie Messapica è ubicata nei pressi all'omonima masseria del XVIII secolo.

## Descrizione
Ha un'apertura verticale e raggiunge una lunghezza di 120 metri. Il primo rilievo topografico è stato effettuato nel 1953 dalla Commissione Grotte Eugenio Boegan di Trieste.
La grotta ospita una cospicua comunità di pipistrelli (tra i quali, oltre alle specie più comuni, anche il Rhinolophus hipposideros, il Rhinolophus ferrumequinum ed il Rhinolophus mehelyi famosi per la caratteristica capacità di Ecolocalizzazione), questi piccoli e delicati mammiferi notturni che trovano rifugio nelle numerose grotte del monte, si rivelano incredibilmente utili in quanto eliminano gli insetti nocivi per l'agricoltura, e contribuiscono a mantenerne integro il fragile ecosistema naturale oltre ad essere indice di un habitat incontaminato e ricco d'acqua.

## Tutela
Risalgono agli anni 90 i primi interventi di tutela da parte del Gruppo Speleologico Martinese in collaborazione con la sezione WWF di Martina Franca.